# Хушаб
Хушаб (англ. Khushab) — город в провинции Пенджаб, Пакистан, расположен в одноимённом округе. Население — 113 348 чел. (на 2010 год).

## История
21 марта 2000 года, издание Christian Science Monitor опубликовало статью, с фотографиями ядерного реактора и ракетной базы в городе Хушаб. Статья была опубликована в то время, когда президент США Билл Клинтон собирался посетить Индию и вызвала озабоченность во всем мире. Позже данная информация нашла своё подтверждение в статье газеты Dawn 14 июня 2000 года, в которой было написано, что ядерный реактор в Хушабе производил от 8 до 10 кг оружейного плутония в год, предназначенного для использования в военных целях.

## Демография
| 1961   | 1972   | 1981   | 1998   | 2010    |
| ------ | ------ | ------ | ------ | ------- |
| 24 851 | 43 391 | 56 274 | 87 294 | 113 348 |

## Известные уроженцы, жители
- Азад, Идрис (род. 1969) — пакистанский писатель, философ, романист, поэт, драматург и колумнист.